# 佐藤保 (政治家)
佐藤 保（さとう たもつ、1913年（大正2年）10月4日 - 2004年（平成16年）8月1日）は、日本の政治家。愛知県豊田市長（3期）、愛知県議会議員（1期）などを歴任した。

## 来歴
愛知県出身。1936年（昭和11年）3月、同志社高等商業学校卒業。挙母町立青年学校の教諭を務めたあと、1940年（昭和15年）9月にトヨタ自動車工業に入社。
1960年（昭和35年）10月25日、自民党衆議院議員の小林錡が死去。その後継として、浦野幸男が第29回衆議院議員総選挙に立候補することが決まり、公示日の10月30日、愛知県議会議員を自動失職。県議補選に向け日本社会党が矢頭銈太郎市議を擁立すると、近所同士（豊田市宮口町・宮上町）で親しい間柄だった佐藤も矢頭を支援する気持ちを固めた。ところが自民党支部が人材難から会社を通じて、当時トヨタ元町工場勤務だった佐藤に強引に出馬を迫る。佐藤はぎりぎりまで首を振り続けたが、結局立候補することとなった。市収入役の池田和平が佐藤に白羽の矢を立てたとも言われる。12月16日に行われた補選で矢頭を破り初当選した。これによりトヨタ労組の「御用組合」化は一層加速する。佐藤は当選後の12月19日に自民党に入党した。
1963年（昭和38年）、トヨタ自動車工業総務部次長に就任。同年4月の県議選に引き続き出馬を目指すものと選挙民も関係者も考えていたが、告示を間近に控え「政治から足を洗う」と表明し立候補を辞退した。保守陣営は市教育長の小沢光男を無理矢理候補者と決め、小沢は矢頭を小差で破った。

### 豊田市長
1964年（昭和39年）と年が改まり、豊田市長選挙が刻々と迫っていた。前回選で惜敗した市名変更反対派は次期選挙にすべてを賭けるとし、再度本多鋼治を擁立することを申し合わせていた。本多も日之出町の本多モータースに碁会所を設け、着々地歩を固めつつあった。
保守派の間では現職の長坂貞一では勝算がないと見る向きがあり、田村重三助役や倉知桂太郎県議らが後継候補として取り沙汰された。同年1月、市議会はじめ各種団体で構成する代表者会議は「トヨタ労組を支援グループに引き込む以外に勝つ方法はない」との結論に達し、佐藤に出馬を要請。関係者の多くは「『足を洗う』と言明した佐藤が受ける可能性は薄く、常識的に言って、2、3日考えさせてほしいと答えるだろう」と考えていたが、佐藤は即座に「お引き受けします」と答えた。代表者らは呆然とし、のちに「トヨタ議員にしてやられた」と述懐する者もいた。トヨタの労組は「我々は自民党支部と相携えて市長選を戦い抜く」と宣言。2月15日に行われた市長選で佐藤は本多との一騎打ちを制し、初当選した（佐藤16,546票、本多12,672票）。
在職中、近隣の町を次々と合併し豊田市の市域を広げた。1965年（昭和40年）9月1日に高岡町を編入、1967年（昭和42年）4月1日に猿投町を編入、1970年（昭和45年）4月1日に松平町を編入した。
猿投地区は豊富な地下資源に恵まれ、耐火粘土、珪砂などその埋蔵量は県下一を誇っていた。猿投町を編入したことにより、豊田市はより大きな発展を遂げることとなった。
1975年（昭和50年）11月、健康上の理由により翌年の市長選への不出馬を表明。佐藤は挙母町立青年学校教諭時代の教え子である助役の西山孝を強く推し、民社党衆議院議員の渡辺武三もこれに賛同したことから、後継候補は西山に決まった（1976年2月の市長選で当選）。
1977年（昭和52年）3月1日、豊田市名誉市民に推挙される。1983年（昭和58年）11月3日、勲四等瑞宝章を受章。
2004年（平成16年）8月1日、肺炎のため死去。90歳没。